# Paolo Lembo
Giovanni Paolo Lembo, S.J. (Benevento, 1570 – Napoli, 31 maggio 1618), è stato un gesuita, astronomo e matematico italiano.

## Biografia
Giovanni Paolo Lembo entrò nella Compagnia di Gesù a Napoli nel 1600. Astronomo osservativo di grande esperienza, Lembo costruì nell'estate del 1610 il primo telescopio del Collegio Romano, dove fu lettore di matematica dal 1614 al 1617. Nel 1610 i gesuiti e gli alti funzionari della chiesa si rivolsero a Paolo Lembo, Odo van Maelcote, Christoph Grienberger e Clavius, gli altri matematici del Collegio Romano, per sapere la loro opinione sui nuovi fenomeni che Galileo aveva scoperto con il suo telescopio. Grienberger, Malcote e Lembo accettarono immediatamente le osservazioni astronomiche di Galileo. Tuttavia fu loro chiesto di difendere la visione aristotelica dell'universo da Claudio Acquaviva, il Preposito generale della Compagnia di Gesù.
Dal 1615 al 1617, Lembo insegnò matematica presso il Colégio de Santo Antão a Lisbona, dove espose i sistemi ticonico e copernicano. Durante il suo soggiorno in Portogallo, Lembo non si limitò a spiegare i nuovi sistemi cosmologici, ma propose anche un nuovo sistema cosmologico semi-ticonico. Secondo il modello proposto da Lembo, probabilmente ispirato alle teorie di Marziano Capella, Venere e Mercurio orbitano intorno al Sole, mentre il Sole, insieme ai restanti pianeti, orbita intorno alla Terra. Il modello cosmologico di Lembo fu adottato con alcune modifiche dall'astronomo gesuita Cristoforo Borri.